# Octonoba grandiprojecta
Octonoba grandiprojecta là một loài nhện trong họ Uloboridae.
Loài này thuộc chi Octonoba. Octonoba grandiprojecta được Hajime Yoshida miêu tả năm 1981.

## Hình ảnh

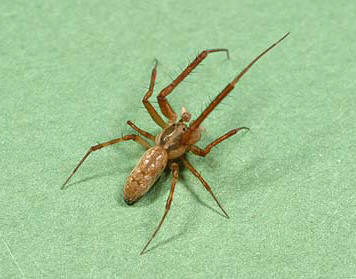